# 曼徹斯特 (馬里蘭州)
曼徹斯特（英語：Manchester）是一個位於美國馬里蘭州卡洛爾縣的市鎮。

## 人口
根據2020年美國人口普查的數據，曼徹斯特的面積為6.04平方千米，當中陸地面積為6.02平方千米，而水域面積為0.01平方千米。當地共有人口5408人，而人口密度為每平方千米895人。